# حي غرب (الإسكندرية)
حي غرب الإسكندرية هو أحد أحياء مدينة الإسكندرية في مصر، أنشأ بقرار وزير الدولة للإدارة المحلية رقم 1341 لسنة 1965، بلغ عدد سكانه في 1 يوليو 2017 حوالي 357513 نسمة مُقسمين إلى 182780 من الذكور، و174733 من الإناث، وينقسم إداريًا إلى قسمين يضمان 21 شياخة هما قسم كرموز، وقسم مينا البصل، يحده من الشمال حي وسط وميناء الإسكندرية، ومن الشرق حي وسط، ومن الغرب ترعة مريوط وحي العجمي، ومن الجنوب طريق القاهرة - الإسكندرية الصحراوي، ومن أهم المناطق السكنية بالحي كرموز، مينا البصل، الورديان، القباري، وبشاير الخير.

## التقسيم الإداري
ينقسم حي غرب إداريًا إلى قسمين يضمان 21 شياخة كالتالي:

### قسمكرموز
بلغ عدد سكانه حوالي 104326 نسمة، ويتكون من الشياخات التالية:
- شياخة غيط العنب شرق.
- شياخة غيط العنب غرب.
- شياخة نوبار باشا.
- شياخة جامع سلطان.
- شياخة سدرة شرق.
- شياخة سدرة غرب.
- شياخة سوق الغنم.
- شياخة كرموز شرق.
- شياخة كرموز غرب.
- شياخة الكارة.

### قسممينا البصل
بلغ عدد سكانه حوالي 253187 نسمة، ويتكون من الشياخات التالية:
- شياخة الورديان.
- شياخة أم كبيبة.
- شياخة المفروزة.
- شياخة طابية صالح.
- شياخة كفر عشري.
- شياخة القباري شرق.
- شياخة القباري غرب.
- شياخة البورصة.
- شياخة عمود السواري.
- شياخة كوم الشقافة شرق.
- شياخة كوم الشقافة غرب.

## أهم المعالم
- مقابر العمود
- مقابر الورديان.
- عمود السواري.[5]
- مقابر كوم الشقافة.[6]
- سرابيوم.
- كوبري التاريخ.
- مستشفى المحافظة للولادة - دار إسماعيل.

## معرض الصور

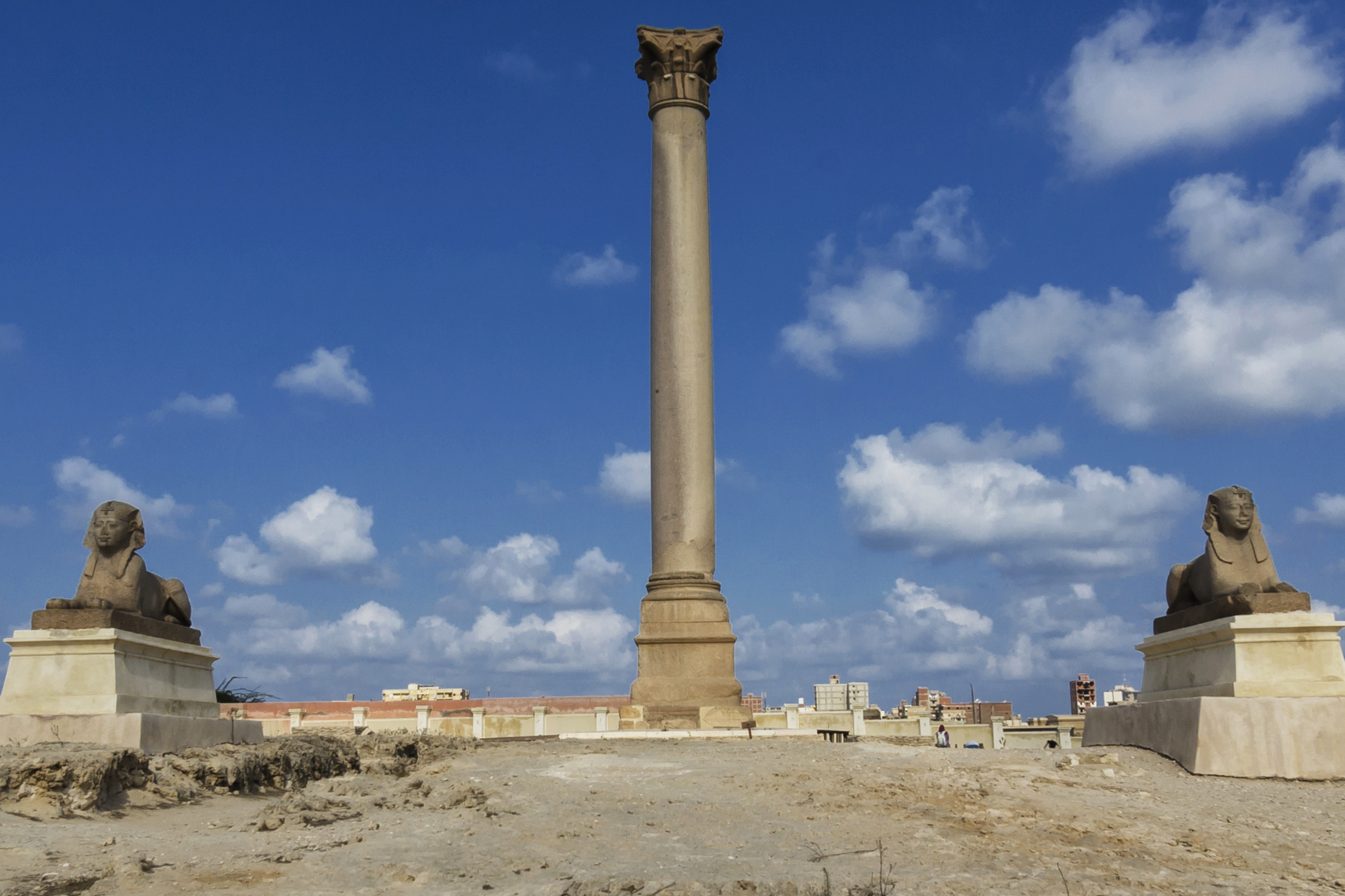
عمود السواري
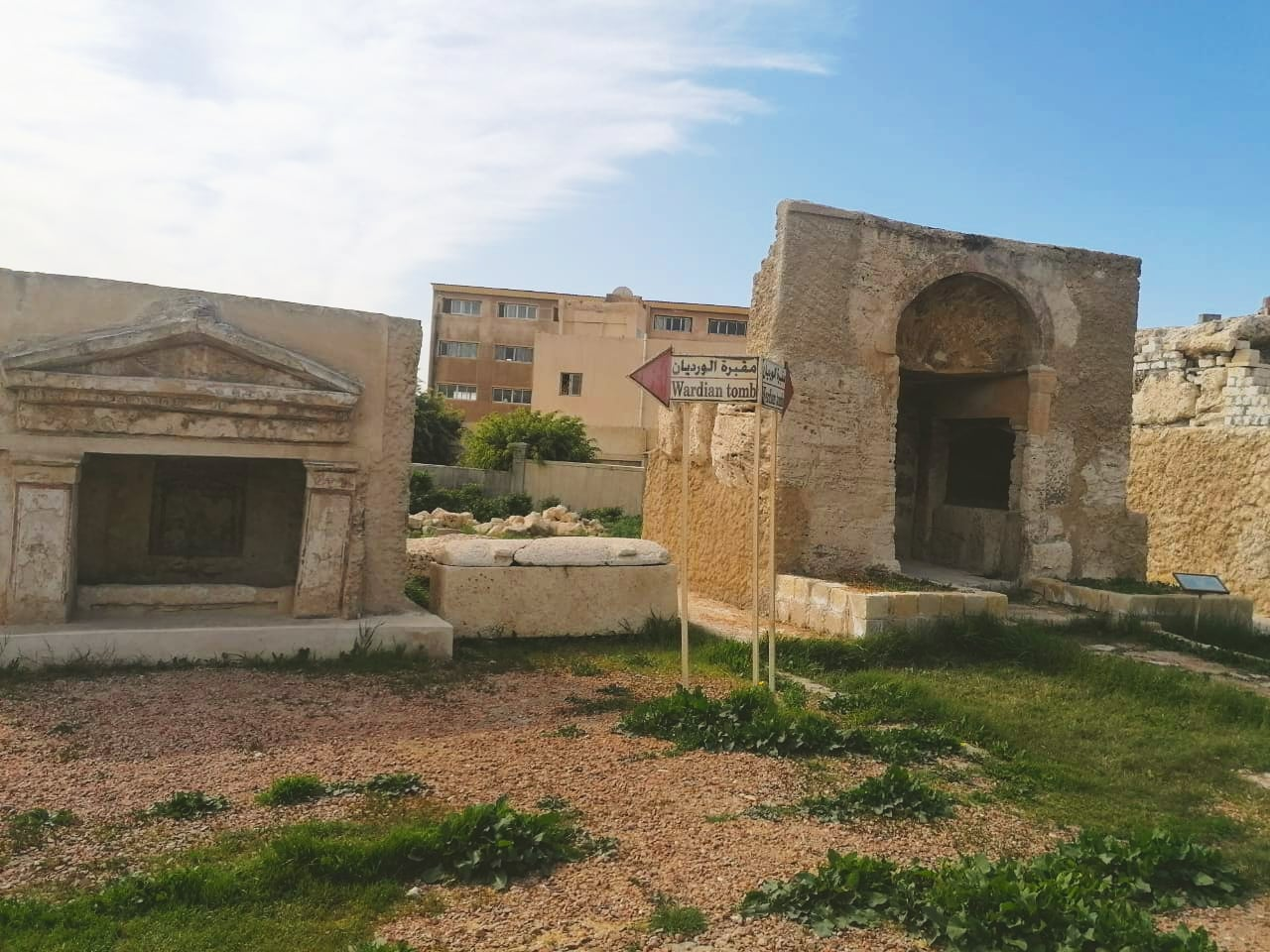
مقابر الورديان
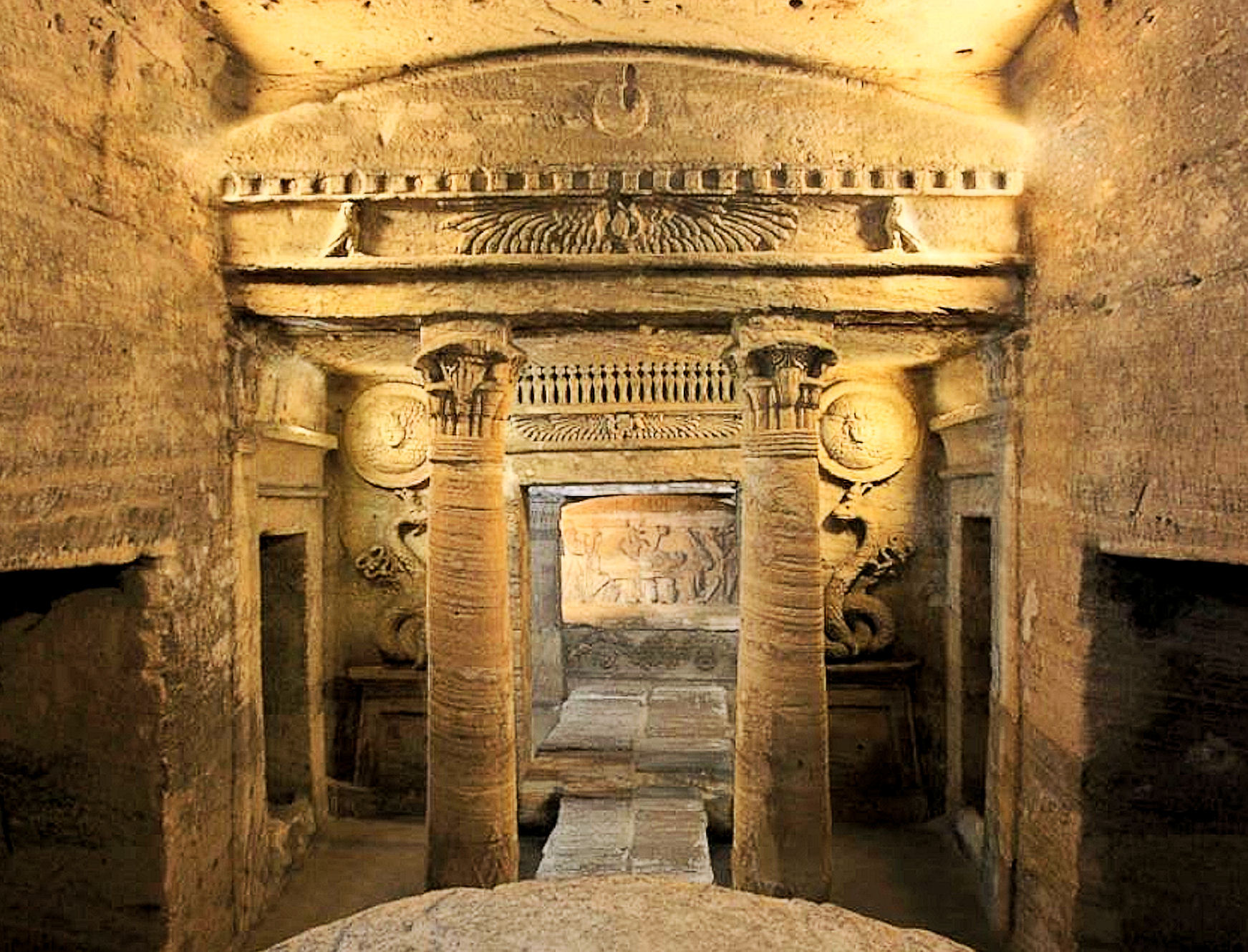
كوم الشقافة
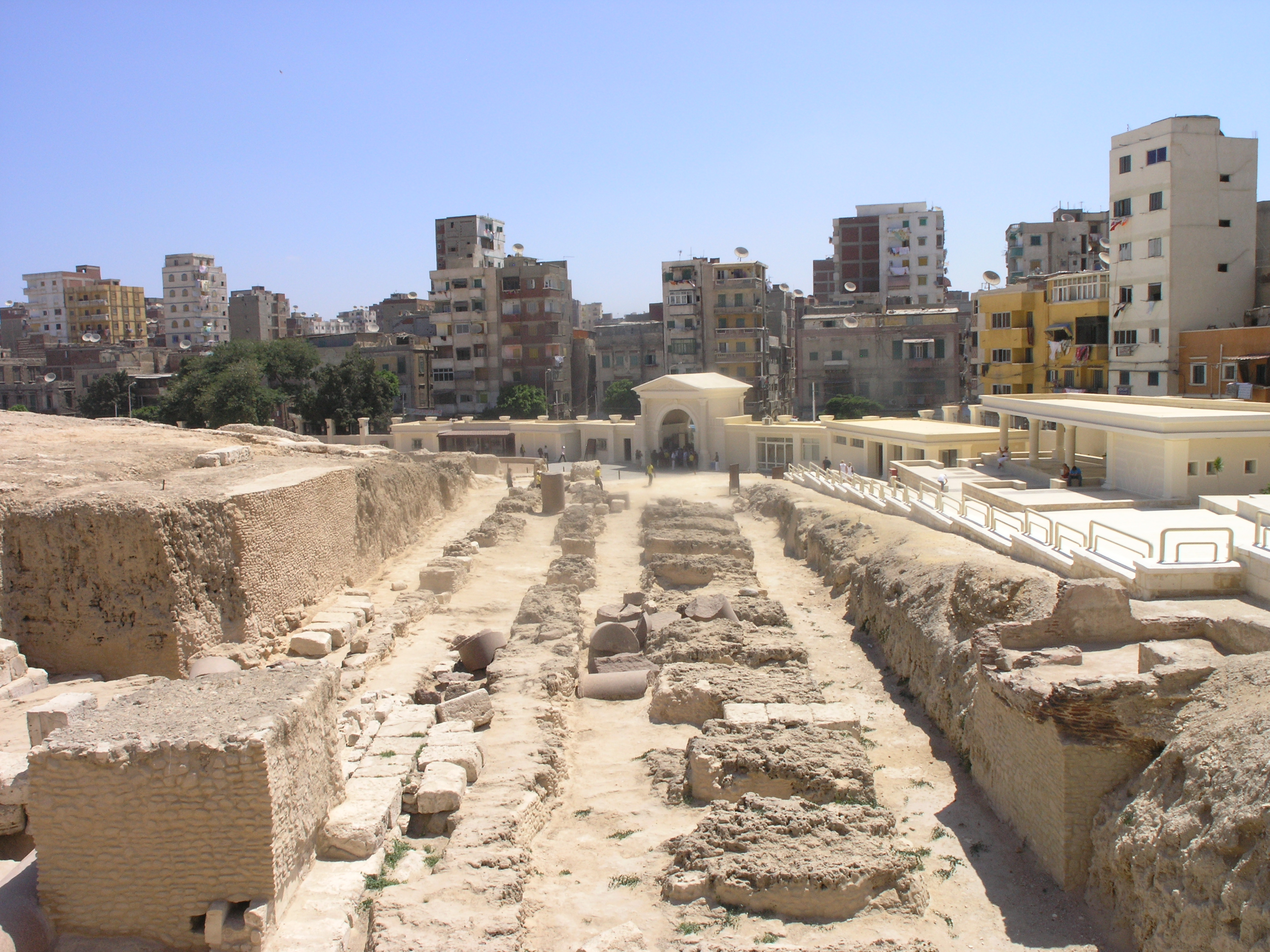
سرابيوم
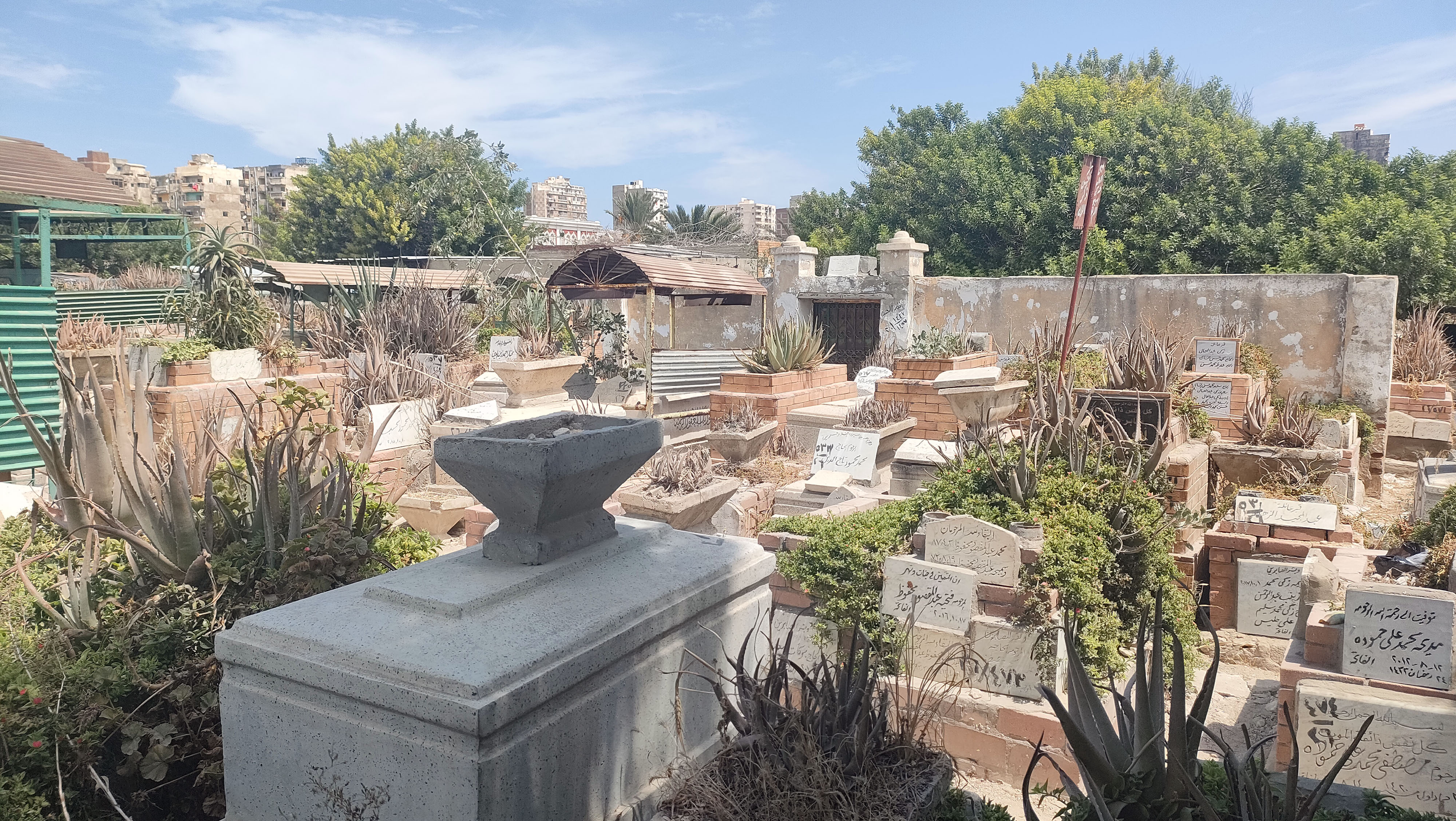
مقابر العمود

## وصلات خارجية
- الصفحة الرسمية لحي غرب على موقع فيس بوك